# Bảo tàng Quốc gia Slovakia
Bảo tàng Quốc gia Slovakia (tiếng Slovak: Slovenské národné múzeum) là một tổ chức quan trọng tại Slovakia, chuyên nghiên cứu khoa học và văn hóa giáo dục trong lĩnh vực thi ca. Khởi đầu của viện bảo tàng luôn được gắn liền với tinh thần tự cường của Slovakia trong việc giải phóng đất nước và quyền tự quyết của dân tộc. Bảo tàng Quốc gia Slovakia có trụ sở chính tại thủ đô Bratislava. Bên cạnh đó, bảo tàng còn quản lý 18 bảo tàng chuyên ngành nhỏ hơn, hầu hết đều nằm ngoài Bratislava.

## Lịch sử
Bảo tàng Quốc gia Slovakia (viết tắt là: SNM) được thành lập vào năm 1961. Nguồn gốc của bảo tàng hiện nay có liên quan đến bảo tàng thuộc viện nghiên cứu Matica Slovenská và bảo tàng Nhà quốc gia ở Martin, nơi đã phát triển Hiệp hội Bảo tàng học Slovakia. Qua quá trình phát triển và hình thành, bảo tàng Quốc gia Slovakia hiện nay vốn được hợp thành từ nhiều bảo tàng chuyên ngành khác nhau. Cụ thể, vào năm 1924, Hiệp hội Bảo tàng Lịch sử và Địa lý Quốc gia Slovakia đã thành lập nên một bảo tàng Lịch sử và Địa lý Quốc gia Slovakia tại Bratislava. Cũng trong cùng năm, một bảo tàng khác là bảo tàng Nông nghiệp, trực thuộc bảo tàng Nông nghiệp Tiệp Khắc ở Praha, cũng được thành lập tại thủ đô Bratislava. Sang đến năm 1940, bảo tàng Lịch sử và Địa lý Quốc gia Slovakia và bảo tàng Nông nghiệp được hợp nhất thành bảo tàng Slovakia. Năm 1961, bảo tàng Slovakia và bảo tàng Quốc gia Slovakia ở Martin được hợp nhất thành bảo tàng Quốc gia Slovakia và đặt trụ sở tại Bratislava.

Ngày 11 tháng 3 năm 2012, lâu đài Krásna Hôrka (thuộc bảo tàng SNM), đã bị thiệt hại do có hai đứa trẻ nghịch châm lửa, từ đó dẫn đến hỏa hoạn. Tuy ngọn lửa đã phá hủy gần hết mái nhà nhưng may thay các bộ sưu tập lịch sử lại không hề hấn gì. Từ sự cố đó, viện bảo tàng đã dự kiến mở cửa trở lại vào năm 2018.

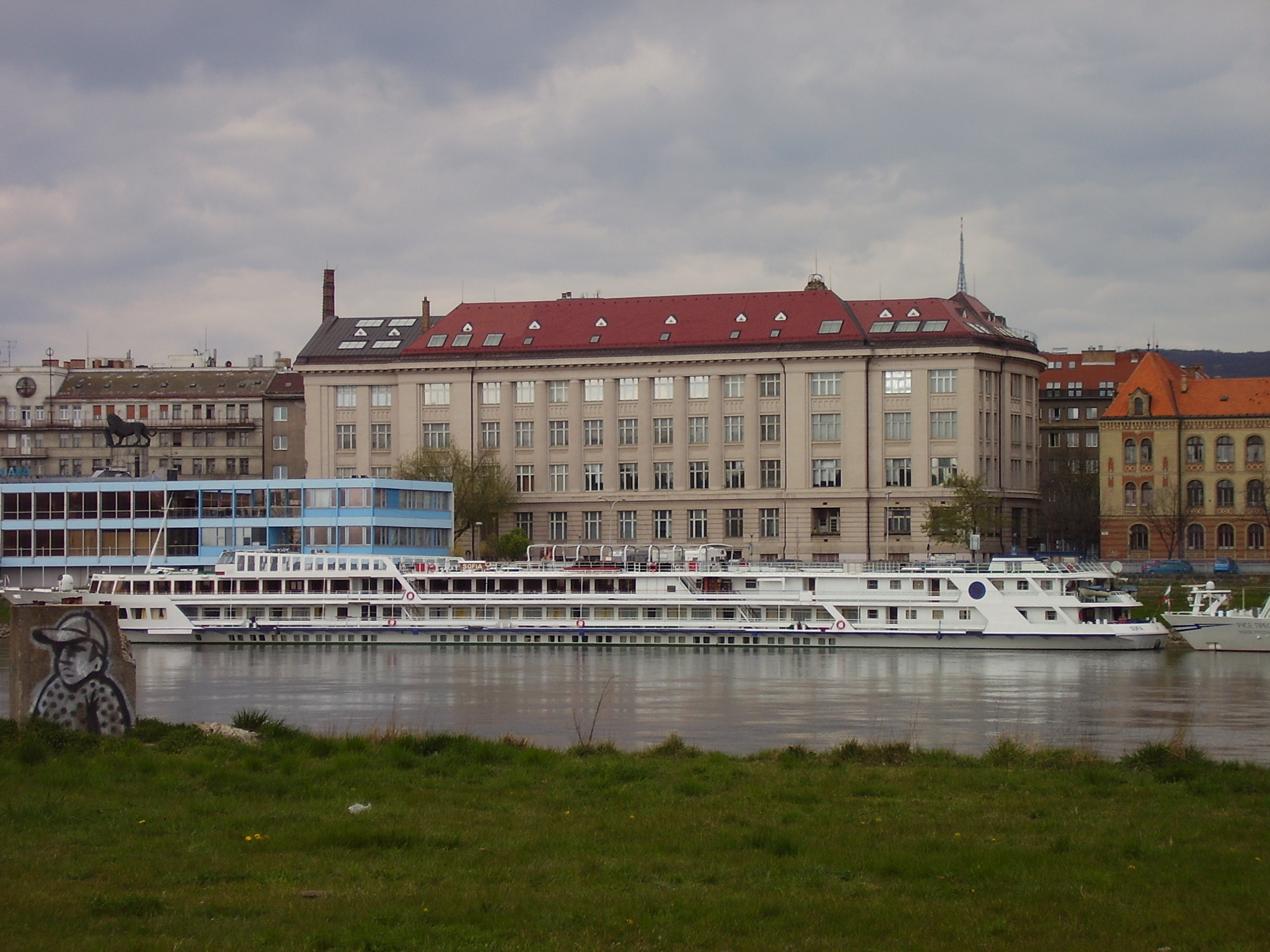
Trụ sở chính của Bảo tàng Quốc gia Slovakia ở Bratislava, nhìn từ phía hữu ngạn sông Danube

## Bảo tàng ngày nay
Có thể nói, bảo tàng Quốc gia Slovakia là một cơ sở nghiên cứu khoa học và văn hóa giáo dục trong lĩnh vực thi ca quan trọng hàng đầu tại Slovakia. Ngoài ra, bảo tàng còn tham gia vào cả hoạt động xuất bản. Trên hết, SNM còn là một trung tâm điều phối, nghiên cứu phương pháp luận, tư vấn, thống kê, giáo dục và thông tin cho lĩnh vực khoa học bảo tàng ở Slovakia.

### Tòa trụ sở
Trụ sở chính của Bảo tàng Quốc gia Slovakia nằm trên đường Vajanské nábrežie, cùng trục đường với bảo tàng Lịch sử Tự nhiên. Trụ sở của bảo tàng được thiết kế bởi kiến trúc sư M. M. Harminec. Việc xây dựng được bắt đầu vào tháng 7 năm 1925 và hoàn thành vào năm 1928. Bảo tàng chính thức được mở cửa cho công chúng vào tham quan ngày 4 tháng 5 năm 1930.